# Vicente López (partido)
Vicente López är en partido i Argentina. Den ligger i provinsen Buenos Aires, i den centrala delen av landet. Huvudstaden Buenos Aires ligger i Partido de Vicente López. Antalet invånare är 75 527. Arean är 34 kvadratkilometer.
Terrängen i Vicente López är mycket platt.
Runt Vicente López är det i huvudsak tätbebyggt. Runt Vicente López är det mycket tätbefolkat, med 10 000 invånare per kvadratkilometer.